# La cronaca di Erik
La cronaca di Erik (in svedese Erikskrönikan) è la cronaca svedese più antica sopravvissuta. Fu scritto da un autore sconosciuto (o, meno probabilmente, da diversi autori) tra il 1320 e il 1335 circa.

## Descrizione
È il più antico di un gruppo di cronache medievali in rima che raccontano eventi politici in Svezia. È una delle prime e più importanti fonti narrative della Svezia. La sua paternità e il preciso significato politico e i pregiudizi sono dibattuti, ma è chiaro che il protagonista ed eroe della cronaca è Eric, duca di Södermanland, fratello del re Birger di Svezia.
La cronaca è scritta in knittelvers, una forma di doggerel, e nella sua versione più vecchia è lunga 4543 righe. Inizia nel 1229, con il regno di Erik XI di Svezia (morto nel 1250), ma si concentra sul periodo 1250-1319, terminando nell'anno in cui salì al trono il re bambino (aveva solo 3 anni) Magnus IV di Svezia. Sopravvive in sei manoscritti del XV secolo e altri quattordici del XVI e XVII.

## Esempio
Dödhin han er ekke söther
thz rönte herra jwan
en höwelik riddare ok wäl dan
han war ther skutin i häll
thz edde hertoganom ekke wäl
En riddare heyt gudzsär
han fik ther ok slikt sama wärk
han hörde konung birge till
mannen dör tho han ey will
Ther miste han sith liiff
fult gaff han fore thera kiiff
La morte non è dolce:
Sir Ivan la provò,
un cavaliere cortese, eccellente:
una freccia lo trafisse e morì.
Il duca non era contento di questo.
A un cavaliere il cui nome era Gudsärk,
successe la stessa cosa,
era uno degli uomini di re Birger.
Gli uomini muoiono anche se non vogliono:
ha perso la sua vita,
ha pagato per la sua guerra.